# Oriol Morales i Pujolar
Oriol Morales i Pujolar (Figueres 1990) és un dramaturg i director teatral català.
La seva formació teatral es realitza al Col·legi de Teatre de Barcelona on cursa interpretació de text i a l'Institut del Teatre i a l'Obrador Internacional de Dramatúrgia de la Sala Beckett on cursa direcció escènica i dramatúrgia. És fundador de Teatre SenseSostre l'any 2012, una companyia en què ha dirigit espectacles de creació pròpia conjuntament amb l'Aleix Plana. com Si matessim les mares. i Del que mengen les bèsties.
Ha estrenat espectacles d'autoria pròpia al Teatre Lliure, la Sala Beckett, el Festival Grec, el Festival TNT o a La Pedrera, entre d'altres. Ha estat ajudant de direcció d'Helena Tornero (Kalimat, Teatre Nacional de Catalunya, 2016 i El Futur, Teatre Nacional de Catalunya, 2019) i Julio Wallovits (Argentinamiento, Sala Beckett, 2017) i assistent de direcció de Joan Ollé.(En la solitud dels camps de cotó, Teatre Nacional de Catalunya, 2017). És membre del Consell de Redacció de la revista Pausa.. L'any 2018, l'obra de Morales titulada Bruels guanya el Premi Adrià Gual i s'estrena al Festival Grec amb la companyia La Llarga.
L'espectacle Com es moren els ocells (del que n'és autor i director) ha guanyat la convocatòria Hermann Bonnín 2023 del Centre de les Arts Lliures.

## Obra[6]
- Si matessim les mares (coautor Aleix Plana), 2015
- Del que mengen les bèsties (coautor Aleix Plana), 2013
- Granotes, 2016
- Llançament, 2017
- L'Olor del Tempir , 2014
- Electra Emètica, 2015
- Bruels. Premi Adrià Gual 2018[5][11]
- Articulado ligero, 2020[12]
- Com es moren els ocells, 2025[10]